# Bulbophyllum macrorhopalon
Bulbophyllum macrorhopalon är en orkidéart som beskrevs av Rudolf Schlechter. Bulbophyllum macrorhopalon ingår i släktet Bulbophyllum och familjen orkidéer. Inga underarter finns listade i Catalogue of Life.